# Holger Badstuber
Holger Badstuber (Memmingen, 1989. március 13. –) német labdarúgó, az FC Luzern játékosa.
Jelenleg tagja a Bayern München UEFA-bajnokok ligájába nevezett keretének, valamint a bajnokságban is kerettag, azonban eddig nem kapott játéklehetőséget. 2009 februárjában profi szerződést kötött az első számú csapattal, tette ezt a tartalékegyüttesben is csapattárs Thomas Müllerrel együtt.

## Pályafutása
A TSV Rot an der Rot csapatában kezdte el a labdarúgást 1994-ben. Innen 2000-ben a VfB Stuttgart utánpótláscsapatába került. Később a Bayern München Junior Csapatában szerepelt, ahol végigjárta az összes korosztályt kezdve az U15-ös csapattal. 2007-től kezdődően a Bayern München tartalékcsapatában meghatározó játékos lett, 23 mérkőzésen 4 gólt szerezve. Profi bemutatkozására a 3. Liga 2008–2009-es szezonjában került sor az 1. FC Union Berlin elleni bajnoki mérkőzésen. Miután az előkészületi mérkőzések során a Bayern első keretének tagjaként fejezte be a 2008–2009-es idényt, így 2009. február 1-jén aláírta első profi szerződését a csapattal, amely 2011-ig van érvényben.
2017 januárjában klubja kölcsönadta fél évre a Schalke 04-nek.
2017. augusztus 4-én szabadon igazolható játékosként szerződött a VfB Stuttgarthoz. A 2017–18-as szezonban 28 mérkőzésen kézt gólt szerzett. 2018 nyarán két évvel meghosszabbította a szerződését.
2021 nyarán a svájci élvonalban szereplő FC Luzern játékosa lett.

### A válogatottban
Az U19-es válogatottban 2007. november 14-én mutatkozott be Anglia ellen. 2008 óta az U20-as válogatott bővebb keretének a tagja.2010-ben a Dél-Afrikai vb-n a Németország válogatott színeiben szerepel.

## Sikerei, díjai
Bayern München
- Német bajnok - 2009/10, 2012/2013
- Német kupagyőztes: 2009/10, 2012/2013
- Német labdarúgó-szuperkupa : 2010, 2012
- UEFA-bajnokok ligája-győztes: 2013
- UEFA-bajnokok ligája ezüstérmes: 2009/10, 2011/2012

 Német-válogatott
Világbajnoki bronzérmes: 2010

## Külső hivatkozások
- Profil a Bayern München hivatalos honlapján (németül)
- Pályafutása statisztikái a fussballdaten.de-n (németül)
- Profil a kicker.de-n (németül)
- Profil a worldfootball.net-en (angolul)
- Profil a transfermarkt.de-n (németül)